# Rathit
Rathit (IMA-Symbol Rat) ist ein sehr selten vorkommendes Mineral aus der Mineralklasse der „Sulfide und Sulfosalze“ mit der komplexen chemischen Zusammensetzung Ag2Pb12−xTlx/2As18+x/2S40 und damit chemisch gesehen ein Silber-Thallium-Sulfarsenid. Strukturell gehört Rathit zu den Sulfosalzen.
Rathit kristallisiert im monoklinen Kristallsystem und entwickelt flächenreiche, prismatische und längsgestreifte Kristalle ähnlich dem Sartorit mit einem matallischen Glanz auf den Oberflächen. Das undurchsichtige, aber nicht völlig opake Mineral ist meist von bleigrauer Farbe, kann aber irisierend anlaufen. Im Auflicht erscheint es gräulichweiß mit tiefroten Innerenreflexen. Seine Strichfarbe ist dagegen schokoladenbraun.

## Etymologie und Geschichte
Erstmals entdeckt wurde Rathit in Mineralproben aus der Grube Lengenbach im Binntal im Schweizer Kanton Wallis. Die Analyse und Erstbeschreibung erfolgte 1896 durch Heinrich Adolph Baumhauer, der das Mineral nach seinem Studienprofessor Gerhard vom Rath (1830–1888) benannte.
Das Typmaterial des Minerals wird in der Sammlung des Mineralogisch-Petrographischen Instituts der Universität Freiburg (MPI) in Freiburg im Üechtland (Schweiz) unter der Inventarnummer B742 aufbewahrt.
Da der Rathit bereits lange vor der Gründung der International Mineralogical Association (IMA) bekannt und als eigenständige Mineralart anerkannt war, wurde dies von ihrer Commission on New Minerals, Nomenclature and Classification (CNMNC) übernommen und bezeichnet den Rathit als sogenanntes „grandfathered“ (G) Mineral. Die seit 2021 ebenfalls von der IMA/CNMNC anerkannte Kurzbezeichnung (auch Mineral-Symbol) von Rathit lautet „Rat“.

## Klassifikation
Bereits in der veralteten 8. Auflage der Mineralsystematik nach Strunz gehörte der Rathit zur Mineralklasse der „Sulfide und Sulfosalze“ und dort zur Abteilung „Komplexe Sulfide (Sulfosalze)“, wo er gemeinsam mit Baumhauerit, Dufrénoysit, Geokronit, Gratonit, Jordanit, Liveingit und Sartorit in der „Sartorit-Jordanit-Gruppe (Bleiarsenspießglanze)“ mit der Systemnummer II/D.06 steht.
In der zuletzt 2018 überarbeiteten Lapis-Systematik nach Stefan Weiß, die formal auf der alten Systematik von Karl Hugo Strunz in der 8. Auflage basiert, erhielt das Mineral die System- und Mineralnummer II/E.25-020. Dies entspricht der Abteilung „Sulfosalze (S : As,Sb,Bi = x)“, wo Rathit zusammen mit Argentoliveingit, Barikait, Carducciit, Dekatriasartorit, Enneasartorit, Guettardit, Hendekasartorit, Heptasartorit, Hyršlit, Incomsartorit, Liveingit, Marumoit, Polloneit, Sartorit und Twinnit eine unbenannte Gruppe mit der Systemnummer II/E.25 bildet.
Die von der International Mineralogical Association (IMA) zuletzt 2009 aktualisierte 9. Auflage der Strunz’schen Mineralsystematik ordnet den Rathit in die Abteilung „Sulfosalze mit SnS als Vorbild“ ein. Diese ist weiter unterteilt nach den in der Verbindung vorherrschenden Metallen. Das Mineral ist hier entsprechend seiner Zusammensetzung in der Unterabteilung „Nur mit Blei (Pb)“ zu finden, wo es zusammen mit Dufrénoysit, Rathit-IV und Veenit die „Dufrénoysitgruppe“ mit der Systemnummer 2.HC.05d bildet.
In der vorwiegend im englischen Sprachraum gebräuchlichen Systematik der Minerale nach Dana hat Rathit die System- und Mineralnummer 03.07.12.01. Das entspricht ebenfalls der Klasse der „Sulfide und Sulfosalze“ und dort der Abteilung „Sulfosalze“. Hier findet er sich innerhalb der Unterabteilung „Sulfosalze mit dem Verhältnis z/y = 2 und der Zusammensetzung (A+)i(A2+)j [ByCz], A = Metalle, B = Halbmetalle, C = Nichtmetalle“ als einziges Mitglied in einer unbenannten Gruppe mit der Systemnummer 03.07.12.

## Kristallstruktur
Rathit kristallisiert in der monoklinen Raumgruppe P21/c (Raumgruppen-Nr. 14) mit den Gitterparametern a = 8,496 Å; b = 7,969 Å; c = 25,122 Å und β = 100,704° sowie einer Formeleinheit pro Elementarzelle.

## Bildung und Fundorte
An seiner Typlokalität in der Grube Lengenbach bildete sich Rathit im anstehenden kristallinen Dolomitgestein. Als Begleitminerale können unter anderem Baumhauerit, Dufrénoysit, Hutchinsonit, Liveingit, Pyrit, Sartorit und Tennantit auftreten.
Außer in der Grube Lengenbach bei Fäld konnte das Mineral in der Schweiz nur noch in den natürlichen Aufschlüssen am Reckibach zwischen Binn und Giessen entdeckt werden. Daneben kennt man Rathit gesichert nur noch aus der Miniera del Pollone bei Valdicastello Carducci (Pietrasanta) in der italienischen Provinz Lucca (Toskana) und aus der Goldlagerstätte Maiskoe im Rajon Podilsk der Oblast Odessa in der Ukraine. Ein weiterer Fundort im Bergbaurevier Salamón (Gemeinde Crémenes) in Spanien gilt bisher als fraglich bzw. nicht bestätigt (Stand 2025).

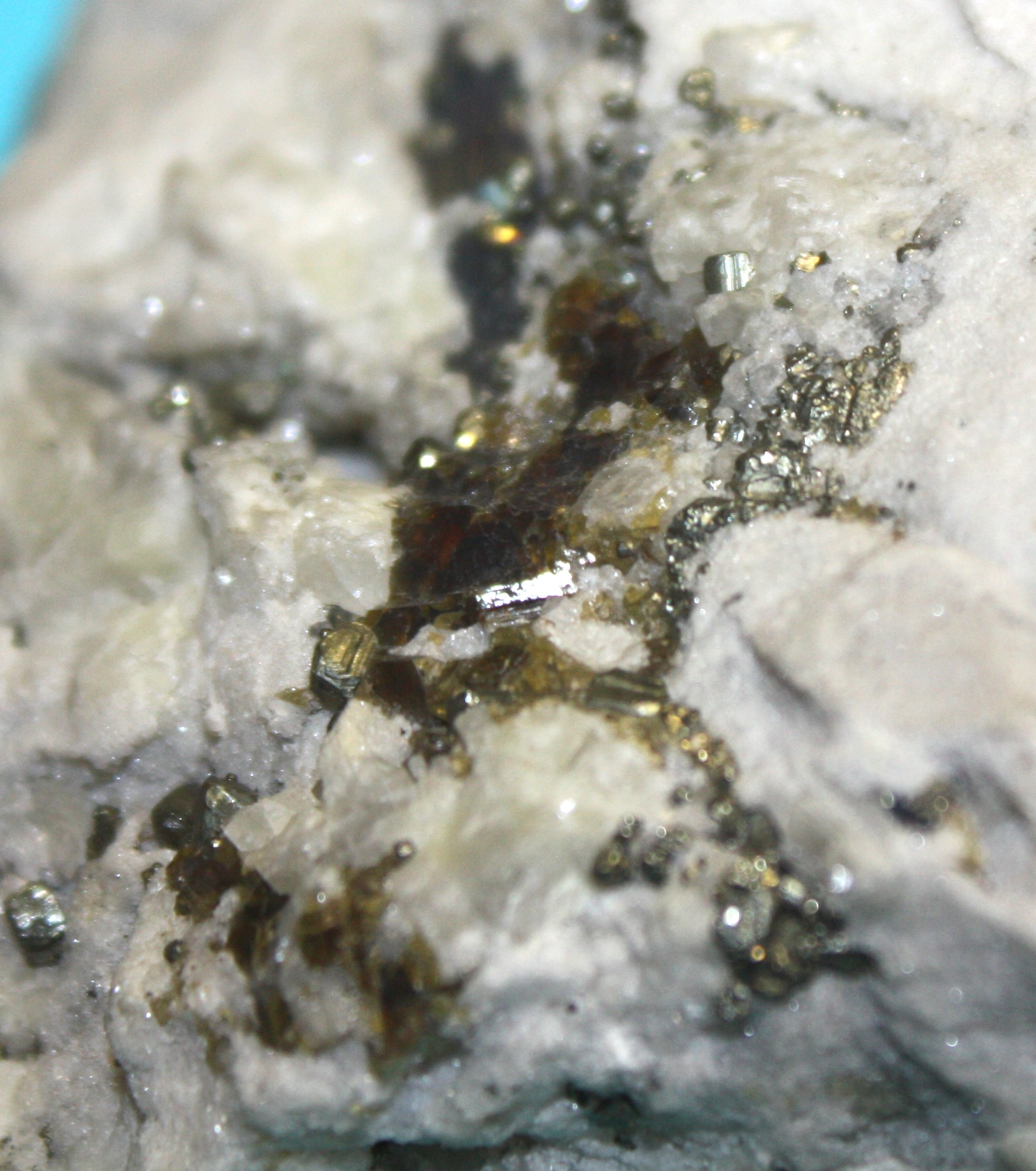
Kleine Rathitkristalle in Dolomit aus dem Binntal, Schweiz
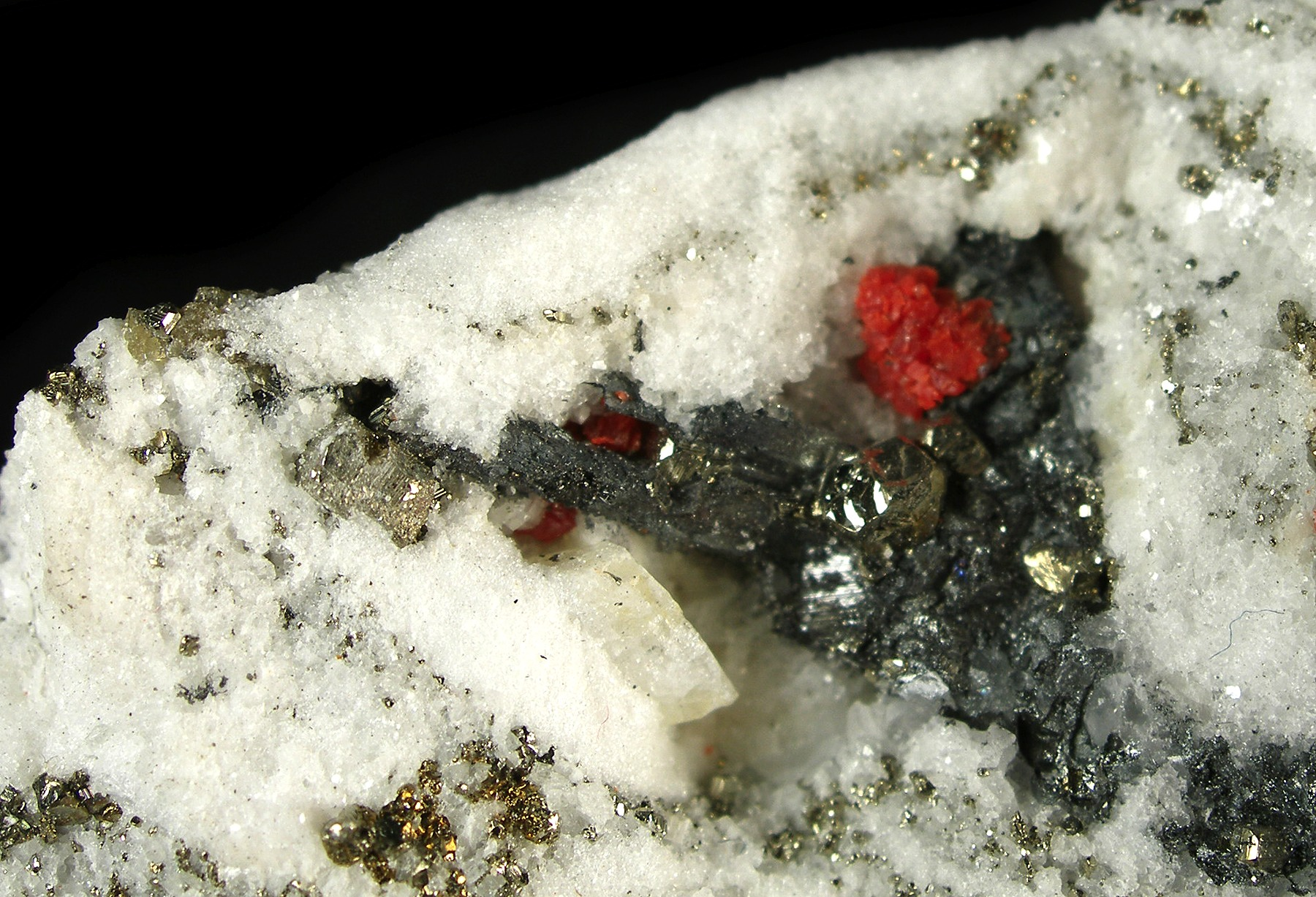
Rathit (silbrig-grau) mit Pyrit (goldfarben) und Realgar (rot) aus der gleichen Fundstelle